# Kiziljurtovskij rajon
Il Kiziljurtovskij rajon (in russo Кизилюртовский район?) è un distretto municipale del Daghestan, situato nel Caucaso. Occupa una superficie di circa 540 km², ha come capoluogo Kiziljurt e conta una popolazione di circa 80.000 abitanti.